# (23256) 2000 YK17
2000 واي كي 17 (ويعرف أيضًا باسم (23256) 2000 واي كي 17 وفق تسمية الكوكب الصغير) (بالإنجليزية: 2000 YK17)‏ هو كويكب ضمن حزام الكويكبات؛ وترتيبه 23256 من حيث الاكتشاف.
اكتُشف هذا الجُرم الفلكي بواسطة Charles W. Juels ‏ في 28 ديسمبر 2000.

## وصلات خارجية
- (23256) 2000 YK17 في قاعدة بيانات مختبر الدفع النفاث لأجرام النظام الشمسي الصغيرة

- الاكتشاف · مخطط المدار ·  العناصر المدارية · المعلمات المادية

- (23256) 2000 YK17 على موقع ويكي سكاي: DSS2, SDSS, GALEX, IRAS, Hydrogen α, X-Ray, Astrophoto, Sky Map, Articles and images